# محمية فيفا الطبيعية
محمية فيفا هي محمية طبيعية تم إنشاؤها بتاريخ 13 يوليو 2011. تقع المحمية جنوب غرب المملكة الأردنية الهاشمية حيث تبعد عن عمان 140 كم جنوباً ويقع الجزء الغربي منها قريبًا من الحدود الدولية الغربية للمملكة الأردنية الهاشمية.
تبلغ مساحة المحمية 23.2 كم مربع تمتد من منطقة السمار شمالا حتى وادي خنزيرة جنوباً وتتبع إدارياً لمنطقة الأغوار الجنوبية ضمن محافظة الكرك.حيث يصل الانخفاض فيها إلى 426 م تحت مستوى سطح البحر. كما تمتد فوق حوض شمال وادي عربة، الذي يغذي عدداً من الأودية المائية مثل وادي فيفا ووادي الخنيصير ووادي فيدان وعدد من الأودية الصغيرة الأخرى.
تحوي المحمية على نمطي النبات الملحي ونمط النبات الاستوائي. كما تضم المنطقة سبعة أنواع مهددة مثل نبات الأراك التي تعتبر محمية فيفا من المناطق القليلة في الأردن التي يتواجد فيها هذا النبات بشكل طبيعي وتضم أنواع حيوانية مهدد منها الوشق والضبع، كما يسود المحمية إقليم النفوذ السوداني وهو نظام شبه صحراوي يمتاز بدرجات الحرارة العالية حيث توافق التنوع الحيوي (النباتي والحيواني) مع هذا النظام وأصبح قادراً على التكيف مع الظروف الصعبة للمنطقة.
تحتوي المحمية ما نسبته 4% من مجموع أنواع النبات العام في المملكة و 8% من التنوع الحيواني في المملكة.

## أهمية المحمية العالمية
المحمية هي واحدة من 391 موقعا معلنا على مستوى العالم كمناطق مهمة للطيور حيث تعتبر محطة مهمة لاستراحة الطيور المهاجرة في مسار هجرتها بين افريقيا وأوروبا بسبب المسطحات المائية التي تتشكل فيها في فترة الشتاء. أدى ندرة التنوع الحيوي منطقتها التي تعتبر أخفض نقطة في العالم إلى إدراجها على القائمة العالمية لاتفاقية رامسار للمناطق الرطبة؛ وهي اتفاقية دولية لحماية التنوع الحيوي في المناطق الرطبة، كانت الأردن أول دولة عربية توقع عليها عام 1977. ففي المحمية أكثر من 90 نوعاً من النباتات تتبع لـ30 عائلة نباتية، و76 نوعاً من الطيور، و10 أنواع من الثدييات المختلفة، ونوعين من الزواحف، إضافة إلى العديد من الأسماك التي لم تسجل في أي مكان في العالم.
تعتبر المحمية الملجئ الأخير لأسماك الأفانيس العربية والتي لا توجد في أي مكان آخر في العالم إلا في حوض البحر الميت، وهي تعاني من التهديد الشديد بسبب الأنواع الغازية وتغير الموائل، ولا تجد للآن مكاناً آمن من المناطق الرطبة ذات المياه الدائمة أو الموسمية في المحمية.
وتعتبر المحمية المكان الوحيد في الإقليم حيث يعيش طائر السبد النوبي المهدد على الصعيد المحلي بسبب تدمير موائله، حيث تضم المحمية التعداد الأكبر في كافة مناطق انتشاره المحدودة عالميا. حيث تم تسجيل 52 ذكر ينادي للتزاوج وهو الرقم الأكبر في المنطقة، وذلك ضمن دراسة عام 2014 قام بها باحثون من الجمعية الملكية لحماية الطبيعة، الأمر الذي يجعل من محمية فيفا الموئل الأهم لطائر السبد النوبي في الأردن ومنطقة الشرق الأوسط. ولاحقا لاحظت الجمعية الملكية لحماية الطبيعة من خلال دراسة أحدث عام 2019 العثور على 63 ذكر ينادي للتزاوج.
وتعتبر المحمية البقعة الأخيرة التي تحتضن التجمعات الشجرية الأصيلة لشجرة الآراك «المسواك» وبتجمعات صحية وأعمار مناسبة.كما تعتبر الواحات الدائمة والموسمية في المحمية أهم مناطق استراحة الطيور المهاجرة على طريق الهجرة الرئيس في كل القارة الآسيوية في فترة الشتاء، والتعشيش والتكاثر في فترة الصيف. ويستوطن المحمية بالتعداد الأكبر وطنياً وإقليمياً عصفور البحر الميت، الذي يستخدم الموائل الطبيعية في المحمية لإدامة مجتمعاته الحيوية والذي انحصر امتداده على طول حفرة الانهدام بسبب تغير الموائل والتعديات الإنسانية.

## تدمير مساحات منها
في بداية علم 2020 تم الإعلان عن تجريف قرابة 1600 دونم من أراضي المحمية واقتلاع قرابة 40 ألف شجرة. وصدرتقريرعن وزارة الزراعة والجمعية الملكية لحماية الطبيعة، ذكر ضمنه أنه قد ”تم تجريف مساحة واسعة جدا داخل محمية فيفا وبشكل طولي وفي أهم المناطق بيئيا واكثرها كثافة للغابات والموائل”. الجمعية الملكية لحماية الطبيعة، أكدت في بيان لها أن سلطة وادي الأردن خاطبت الجمعية بطلب التوسع بمنطقة الامتياز الخاصة بشركة البوتاس العربية، وبعد إرسال الكتاب تم منع كوادر الجمعية من دخول المنطقة المذكورة بتاريخ 20 ديسمبر 2019 تحت ذريعة أسباب أمنية، إلا أنه وبعد السماح لهم بدخولها تفاجئوا بحجم الدمار الحاصل. في حين لم يتم مخاطبة الجمعية بخصوصه أو استشارتها بهذه الإجراءات.
في المقابل نشرت بعض المواقع، نقلا عن «مصدر حكومي»، ما يشير إلى أن التجريفات جاءت لأسباب أمنية ضرورية مرتبطة بطبيعة المنطقة الحدودية، مدعين عدم إزالة أشجار حرجية، وإنما شجيرات شوكية تحد من مدى الرؤية وإمكانيات المراقبة ومن حركة الجنود في عمليات البحث والتفتيش؛ وهي بذلك تشكل عائقاً أمام عمليات الحفاظ على أمن الحدود كونها قد تستخدم في عمليات التسلل والتهريب، التي تؤثر بدورها على الأمن الوطني.